# Wolfsteiner Ohe
Die Wolfsteiner Ohe ist ein linker, auf ihrem Namenslauf über 22 Kilometer langer und zusammen mit ihrem längsten Oberlaufstrang fast 55 Kilometer langer Nebenfluss der Ilz im Bayerischen Wald im bayerischen Landkreis Freyung-Grafenau, der bei Fürsteneck von links in sie mündet.

## Geographie

### Oberläufe
Die Wolfsteiner Ohe hat zwei im Vergleich zu ihrem Namensabschnitt recht lange Oberläufe, den auf seinem Gesamtstrang längeren, einzugsgebietsreicheren und linken Saußbach und den Reschbach. Diese entspringen auf der oder noch ein wenig jenseits der Grenze zur Tschechischen Republik. Sie fließen in ungefährem Gleichlauf erst südwärts und dann südwestwärts und vereinen sich etwas westlich des vom Saußbach durchflossenen Freyung zur Wolfsteiner Ohe.

### Verlauf
Die Wolfsteiner Ohe zieht auf etwa ihren ersten fünf Kilometern in engem, bewaldetem Kerbtal westwärts bis ins Dorf Ringelai, an dessen Ende sie auf Südlauf in nun weiterer Talmulde knickt, welche Platz für weitere Orte bietet. Gegen Ende dieses längsten Laufabschnitts verengt sich das Tal und Wälder reichen wieder bis ans Ufer herab. Schließlich nimmt sie den von Ostnordosten vom Dreiländereck Deutschland/Tschechien/Österreich her nahenden Osterbach auf und fließt dann ihre letzten gut zwei Kilometer wieder westwärts, bis sie zu Füßen von Fürsteneck von links in die Ilz mündet.

### Zuflüsse
Vom Zusammenfluss bis zur Mündung. Auswahl, teils mit Länge und Einzugsgebiet.
- Saußbach, mit Oberlauf Teufelsbach, linker Oberlauf, 32,1 km und 111,8 km²[2]
- Reschbach, abschnittsweise auch Reschwasser, rechter Oberlauf, 22,8 km und 72,2 km²[4]
- Heilbrunngraben, von links an der Buchbergmühle von Hohenau
- Buchberger Bach, mit Oberlauf Geißbach, von rechts nach der Buchbergmühle, 4,1 km und 4,1 km²
- Grasreutbach, von links in Ringelai, 2,6 km und 1,6 km²[5]
- Schwemmbach, mit Oberlauf Hinterwiesbach und dann noch einem Unterlaufstück des eigentlich längeren Thomasbachs, von rechts in Ringelai, 3,6 km und 11,9 km²[5]
- Kaltenbrunner Bach, von links an der Göschlmühle von Markt Perlesreut
- Durchlaßbach, von rechts an der Hammermühle von Perlesreut
- Bannholzbach, von links vor der Heiblmühle von Perlesreut, 2,4 km und 5,1 km²[5]
- Hartzerreuter Bach, von rechts bei Fürsteneck-Simpoln
- Altenreutbach, von links nach Markt Röhrnbach-Altreut
- Osterbach, von links bei Röhrnbach-Holzhof, 34,4 km und 134,7 km²[5]

## Sonstiges
Der erste Abschnitt der Wolfsteiner Ohe zwischen Freyung und Ringelai wird als Buchberger Leite bezeichnet und ist seit 1961 unter Naturschutz gestellt.
An freigegebenen Abschnitten wird der Fluss von März bis Mai für den Kajaksport genutzt.
Bei Fürsteneck wird der Pegel der Wolfsteiner Ohe amtlich erfasst.